# Astrit Ajdarević
Astrit Ajdarević ou Astrit Hajdari, né le 17 avril 1990 à Pristina au Kosovo, est un footballeur international albanais. Il évolue comme milieu de terrain.

## Biographie

### En club
Né à Pristina au Kosovo, Astrit Ajdarević est formé en Suède, au Falkenbergs FF notamment, où il commence sa carrière professionnelle
Lors de l'été 2012, Astrit Ajdarević rejoint le club belge du Standard de Liège.
Le 9 février 2019, libre de tout contrat, il s'engage pour deux saisons avec le Djurgårdens IF, où il portera le numéro 10.

## Palmarès
- Vainqueur du Championnat de Grèce : 2018